# Reliance (Wyoming)
Reliance è un census-designated place degli Stati Uniti d'America, situato nella Contea di Sweetwater nello stato del Wyoming. Nel censimento del 2000 la popolazione era di 665 abitanti.

## Geografia fisica
Secondo i rilevamenti dell'United States Census Bureau, la località di Reliance si estende su una superficie di 24,7 km², tutti occupati da terre.

## Popolazione
Secondo il censimento del 2000, a Reliance vivevano 665 persone, ed erano presenti 182 gruppi familiari. La densità di popolazione era di 27,0 ab./km². Nel territorio comunale si trovavano 272 unità edificate. Per quanto riguarda la composizione etnica degli abitanti, il 92,33% era bianco, lo 0,90% era afroamericano, lo 0,45% era nativo, lo 0,30% proveniva dall'Asia, lo 0,15% proveniva dall'Oceano Pacifico, il 3,16% apparteneva ad altre razze e il 2,71% a due o più. La popolazione di ogni razza ispanica corrispondeva al 7,97% degli abitanti.
Per quanto riguarda la suddivisione della popolazione in fasce d'età, il 32,8% era al di sotto dei 18, il 9,0% fra i 18 e i 24, il 29,9% fra i 25 e i 44, il 21,1% fra i 45 e i 64, mentre infine il 7,2% era al di sopra dei 65 anni di età. L'età media della popolazione era di 32 anni. Per ogni 100 donne residenti vivevano 109,1 uomini.